# Portbury
Portbury es un pueblo en Somerset, al sur de Inglaterra, ubicado a 9 Kilómetros de Bristol.

## Ubicación
El pueblo está ubicado en el valle de Gordano, en las cercanías de la ciudad de Bristol, en el condado de Somerset, en la región del Suroeste de Inglaterra.
- Datos: Q2740123
- Multimedia: Portbury / Q2740123